# Theodore Davis
Theodore Monroe Davis o Theodore M. Davis (Nueva York, 1837 - Miami, Florida, 23 de febrero de 1915) fue un abogado y financiero estadounidense, más conocido por ser una figura clave con sus excavaciones arqueológicas en el Valle de los Reyes de Egipto entre 1902 y 1914.

## Biografía
Theodore M. Davis comenzó su carrera como abogado y hábil negociante, con minerías de cobre en Michigan y accionista del casino de Newport en Rhode Island, llegó a amasar una importante fortuna mudándose a Newport en 1882, donde construyó una mansión cerca del mar conocida como 'The Reef' (El Arrecife, y más tarde 'The Bells') en Ocean Avenue, en la propiedad que ahora es Brenton Point State Park.
Aunque estaba casado desde 1860 con Annie Buttles, desde 1887 hasta su muerte tuvo por amante a Emma Andrews, prima de su esposa. Pasaba inviernos en Europa y en el de 1889-1890 se embarcó en un crucero por el Mediterráneo recalando en Egipto, lo que le llevó a prestar interés por la egiptología y las excavaciones. Desde esa fecha, los inviernos los pasaría en Egipto con su amante Emma, hasta el invierno de 1915 en que no pudo ir por razones de salud, alquilando en su lugar la casa de Florida de William Jennings Bryan, entonces secretario de estado estadounidense, donde finalmente fallecería.

## Excavaciones
A partir de 1902, Davis actuó como patrocinador privado del Servicio de Antigüedades. Debido al éxito de la primera temporada, que incluyó el descubrimiento de la KV45 (tumba de Userhet) y una caja que contenía taparrabos de cuero en la KV36 (tumba de Maiherpri), el patrocinio se fue renovando cada año hasta 1905. Durante este período, las excavaciones fueron llevadas a cabo en su nombre por el inspector general de antigüedades del Alto Egipto (entre 1902 y 1904, Howard Carter y para la temporada de 1904-1905 por James E. Quibell.
En 1905, Arthur Weigall, como nuevo inspector general, persuadió a Davis para que firmara una nueva concesión para trabajar en el Valle y para que contratara a su propio arqueólogo. Bajo estas nuevas condiciones, las excavaciones fueron llevadas a cabo por Edward R. Ayrton (1905-1908), Ernest Harold Jones (1908-1911) y Harry Burton (1912-1914). Es en 1913, cuando Davis empieza a desilusionarse con los descubrimientos, sin haber hallado una tumba real intacta, y comparte la creencia de que el Valle estaba agotado. Durante la temporada 1913-14, finalmente renunció a la concesión para excavar en el Valle de los Reyes. La concesión pasó a Lord Carnarvon. Aunque la excavación comenzó durante la temporada 1914-1915, la concesión no se formalizó hasta 1915.
Las excavaciones llevadas a cabo bajo el patrocinio de Davis figuran entre las más importantes jamás emprendidas en el Valle: en el transcurso de 12 años se descubrieron y/o limpiaron 30 tumbas en su nombre, siendo las más conocidas la KV46 (tumba de Yuya y Tuya), la KV55 (el caché de Amarna), la KV57 (tumba de Horemheb) y la KV54 (caché de embalsamamiento de Tutankamón). Con el descubrimiento de Carter de la KV62, la tumba de Tutankamón, en 1922 la opinión de Davis de que el 'valle se había agotado' resultó ser errónea. Burton más tarde recordó que cuando Davis terminó su última excavación en el Valle, por temor a cortar las tumbas y caminos cercanos, estaba a solo dos metros de descubrir la entrada a la KV62.

### Descubrimientos y excavaciones
- 1902: KV45
- 1903: KV20, KV43, KV60
- 1905: KV2, KV19, KV22, KV46, KV47, KV53
- 1906: KV48, KV49, KV50, KV51, KV52
- 1907: KV10, KV54, KV55
- 1908: KV56, KV57
- 1909: KV58
- 1910: KV61
- 1912: KV3
- 1913: KV7

Davis legó sus fondos a varios museos, principalmente al Museo Metropolitano de Arte de Nueva York.

## Publicaciones
Davis publicó seis volúmenes sobre sus descubrimientos en el Valle de los Reyes.
- The Tomb of Thoutmosis IV (1904). Duckworth Publishers. 2002. ISBN 0715631209.
- The Tomb of Hatshopsitu (1906). Duckworth Publishers. 2002. ISBN 071563125X.
- The Tomb of Iouiya and Touiyou: Notes on Iouiya and Touiyou, description of the objects found in the tomb, and illustrations of the objects (1907). Duckbacks Published. 2000. ISBN 0715629638.
- The Tomb of Siphtah (1908). Gerald Duckworth & Company. 2001. ISBN 0715630733.
- The Tomb of Queen Tîyi (1910). Duckworth Publishing. 2001. ISBN 0715630733.
- The Tombs of Harmhabi and Touatankhamanou (1912). Gerald Duckworth & Co Ltd. 2001. ISBN 0715630725.

## En la cultura popular
Davis fue interpretado por el actor William Hope en el documental de 2005 de la BBC Egypt: Rediscovering A Lost World. 
Davis y la tumba de la reina Tiyi también aparecen en la novela The Ape Who Guards the Balance de Elizabeth Peters, donde es retratado como un peculiar amateur más interesado en descubrir tumbas que en excavarlas y proteger sus contenidos.